# 4484 Sif
4484 Sif este un asteroid din centura principală, descoperit pe 25 februarie 1987 de Poul Jensen.